# Мадре-де-Дьос (регион)
Ма́дре-де-Дьос (исп. Madre de Dios, кечуа Diyuspa Mama suyu) — регион на юго-востоке Перу на границе с Бразилией и Боливией. Площадь — 85 300 км², население — 141 070 человек (2017). Более половины населения проживает в административном центре — Пуэрто-Мальдонадо, расположенном примерно в 400 километрах к северо-востоку от Куско.

## География
Регион расположен на юге перуанской сельвы — зоны влажных амазонских тропических лесов. Средняя высота — около 300 метров, слегка приподнятая часть Амазонской низменности занимает почти всю территорию, только на крайнем юго-западе, на границе с регионом Куско, есть небольшой участок отрогов Анд. 
Большую часть региона занимают национальные парки и другие охраняемые территории, в том числе национальный парк Ману. Это место обитания более 20 тысяч видов растений, 1200 видов бабочек, 1000 видов птиц и 200 видов млекопитающих. Нетронутая природа национального парка Ману занесена ЮНЕСКО в список Всемирного наследия человечества.
Климат жаркий и влажный, среднегодовая температура — 26 °C, годовое количество осадков — 3000 мм. Сезон дождей длится с декабря по март, в это время многие реки выходят из берегов и затапливают обширные территории.
Крупнейшие реки — Мадре-де-Дьос, Инамбари, Такуатиману, Ману, Тауаману, Акри и другие. Зачастую реки являются единственным средством передвижения между населенными пунктами. 
Возможно, именно здесь находится потерянный золотой город инков Пайтити, до сих пор не найденный и не отождествленный с другими доколумбовыми руинами.

## Экономика и транспорт
Экономическая специализация — сельское хозяйство: выращивание хлопка, кофе, сахарного тростника, какао-бобов, бразильских орехов и масличной пальмы, а также добыча россыпного золота (для его добычи используется ртуть). Развивается экотуризм.
Единственная автомобильная магистраль связывает города Пуэрто-Мальдонадо и Куско, однако более распространенный вид транспорта — воздушный. В 2011 году была построена первая автомобильная дорога прямого сообщения между Перу и Бразилией, что, вполне вероятно, в скором будущем может изменить обстановку в регионе и форсировать его экономическое развитие. 

## Население
Самый малонаселенный регион Перу, численность — 141 070 человек (2017). Большая часть населения проживает в административном центре и его окрестностях. Прирост населения самый высокий в стране — 2,56 % в год. Плотность населения крайне низка — 1,65 чел/км². Высокий уровень урбанизации — 82,8 %. 
Половая структура: преобладают мужчины — 52,3 %, женщины — 47,7 %. Доля детей до 14 лет — 30,8 %. Уровень грамотности — 88,7 %.
Национальный состав: метисы (49,4 %), кечуа (37,2 %), коренные племена Амазонии (4,9 %). Среди верующих преобладают католики (70,6 %), протестанты — 15,8 %.  

## Достопримечательности
Главная достопримечательность региона — богатейшая дикая флора и фауна. Большая часть территории находится под охраной национальных парков и заповедников. Самый большой и известный из них — национальный парк Ману, внесенный в список всемирного наследия ЮНЕСКО. Также известен национальный заповедник Тамбопата 

## Административное деление
Регион состоит из 3 провинций, которые подразделяются на 11 районов:
| № | Провинция             | Административный центр               | Население | Карта провинций |
| - | --------------------- | ------------------------------------ | --------- | --------------- |
| 1 | Тамбопата (Tambopata) | Пуэрто-Мальдонадо (Puerto Maldonado) | 111 474   |                 |
| 2 | Ману (Manu)           | Ману (Manu)                          | 18 549    |                 |
| 3 | Тауаману (Tahuamanu)  | Иньяпари (Iñapari)                   | 11 047    |                 |